# (32) Pomone
(32) Pomone, internationalement (32) Pomona, est un astéroïde rocheux de la ceinture principale d'astéroïdes mesurant transversalement 81 km. Il a été découvert par l'astronome franco-allemand Hermann Goldschmidt le 26 octobre 1854, et est nommé d'après Pomone, nymphe et déesse romaine des arbres fruitiers.

## Caractéristiques
Des observations photométriques de cet astéroïde ont donné une courbe de lumière avec une période synodique de rotation de 9,448 heures. Les données ont été utilisées pour construire un modèle décrivant l'astéroïde. Cette modélisation a révélé un objet céleste angulaire qui tourne autour d'un pôle de coordonnées écliptiques (β, λ) = (+ 58 °, 267 °). Le rapport entre les longueurs de l'axe majeur et de l'axe mineur est à peu près égal à 1,3.
Le spectre de (32) Pomone correspond à un astéroïde de type S dans le système de classification Tholen, et est similaire aux météorites achondrites primitives. Les mesures de l'inertie thermique de (32) Pomone donnent une valeur d'environ 20-120 m−2 K−1 s−1/2, que l'on peut comparer à des valeurs de 50 pour la régolithe lunaire et de 400 pour le gros sable dans une atmosphère.

## Observations
L'astronome amateur australien Jonathan Bradshaw a observé l'astéroïde Pomone lors d'une occultation stellaire inhabituelle, le 16 août 2008. La durée maximale prévue de l'occultation était de 7,1 secondes; cependant, l'enregistrement vidéo montre deux occultations distinctes d'égale profondeur d'une durée de 1,2 seconde, séparées de 0,8 seconde. Ces durées sont converties en longueurs de cordes de l'astéroïde de 15 km, 10 km et 15 km, pour une longueur totale de 40 km. Le satellite infrarouge IRAS a calculé un diamètre pour Pomone de 80,8 ± 1,6 km. L'explication la plus probable pour ces observations est que l'astéroïde est soit binaire (y compris un binaire en contact de type « bonhomme de neige »), ou est un astéroïde unitaire avec une région concave significative sur sa surface. La vidéo de cette occultation peut être consultée sur YouTube.